# Paralobaspis
Paralobaspis is een geslacht van rechtvleugeligen uit de familie sabelsprinkhanen (Tettigoniidae). De wetenschappelijke naam van dit geslacht is voor het eerst geldig gepubliceerd in 1898 door Giglio-Tos.

## Soorten
Het geslacht Paralobaspis omvat de volgende soorten:
- Paralobaspis gorgon Rehn, 1918
- Paralobaspis personata Rehn, 1918
- Paralobaspis picta Giglio-Tos, 1898